# عصوية شمعية
العصوية الشمعية (نقحرة: باسيلس سيريس) (باللاتينية: Bacillus cereus) هو بكتيريا متوطنة تَعيش في التربة، وهي بكتيريا بكتيريا إيجابية الغرام وهي عصوية الشكل ومُتحَرِكة. هذه سُلالة تُسبب المرض للإنسان والتي تَنتقل إليه عبر الأغذية الملوثة، فترة حضانة ها المَرَضّ من 8-16 ساعة ومدة المرض من 6-24 ساعة والكائن المسؤؤل عن هذا التسمم هو باسيلس سيريس. بعض سلالات هذه البكتيريا مُفيدة للحيوانات، حيثُ يَعمل كبروبيوتيك. هذا هو السبب من "متلازمة الأرز المقلي"، ويتم التعاقد مع البكتيريا كلاسيكي من أطباق الأرز المقلي التي كانت تجلس في درجة حرارة الغرفة لمدة ساعة (مثل في بوفيه).

## يحصل نوعان من التسممات
- 1)التسمم القهمي في الغاء ويسبب الغثيان والتقيؤ
- 2) التسمم المعوي في الأمعاء وهو الأبطأ ويسبب الإسهال والمغص
- طرق انتقاله: الاطعمة الملوثة بلابواغ
- طرق الوقاية: عدم ترك الاغية المطبوخة بحرارة الغرفة لأكثر من ساعة والتبريد السريع للطعام وحفظها بالثلاجة.

## تاريخها
تم عزل مستعمرات العصويات الشمعية من طبق آجار تُرك معرضاً للهواء في حظيرة أبقار. في عام 2010، بعد الإطلاع على رسائل تحذيرية صادرة عن إدارة الغذاء والدواء الأمريكية والتي تتعلق بمرافق تصنيع الأدوية حيث أوضحت أن التلوث الميكروبي الذي يطال هذه المرافق يكون غالبا عن طريق العصويات الشمعية.

## البيئة
العصويات الشمعية  تتنافس مع غيرها من الكائنات الدقيقة مثل سلمونيلا وعطيفة (بكتيريا) في القناة الهضمية، لذلك فإن وجودها يقلل أعداد هذه الكائنات الدقيقة. في الحيوانات التي تُستخدم كغذاء مثل الدجاج الأرانب والخنازير، يتم استخدام سلالات غير ضارة من العصويات الشمعية كإضافات علفية فيالتغذية الحيوية للحد من السالمونيلا في أمعائها والمصران الأعور. يؤدي ذلك لتحسين نمو الحيوانات ويجعل لحومها آمنة ومناسبة للإستهلاك البشري.
العصويات الشمعية وغيرها من أفراد جنس العصويات لايمكن قتلها بسهولة عن طريق الكحول؛ في الواقع، وجد أنها تكون مستمعرات في المشروبات الكحولية المقطرة والمسحات التي تم نقعها في الكحول والضمادات وهذه المستعمرات تكون بأعداد كافية لإحداث عدوى. بعض السلالات من العصويات الشمعية تنتج سم بكتيري يسمى cerein وهو فعال ضد سلالات مختلفة من العصويات الشمعية وبكتريا أخرى موجبة الجرام.

## التكاثر
عند درجة حرارة 30 مئوية، وجد أن تجمع من العصويات الشمعية تستطيع التضاعف في وقت لايقل عن 20 دقيقة ولايزيد عن 3 ساعات، اعتماداً على المنتجات الغذائية.
| Food          | Minutes to double, 30 °م (86 °ف) | Hours to multiply by 1,000,000 |
| ------------- | -------------------------------- | ------------------------------ |
| الحليب        | 20-36                            | قالب:N-life                    |
| الأرز المطبوخ | 26-31                            | قالب:N-life                    |
| حليب الأطفال  | 56                               | قالب:N-life                    |